# Leichtathletik-Europameisterschaften 1938/5000 m der Männer

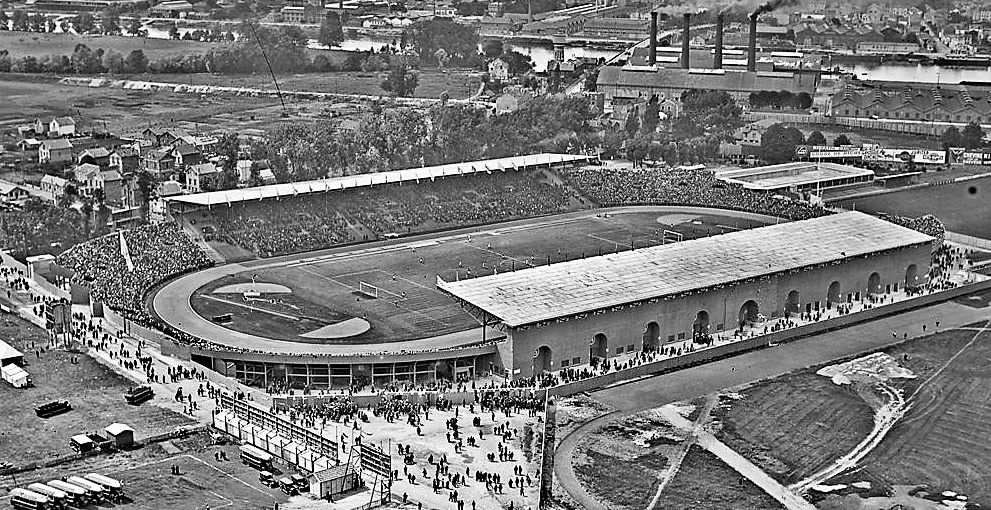
Olympiastadion in Paris 1924

Der 5000-Meter-Lauf der Männer bei den Leichtathletik-Europameisterschaften 1938 wurde am 4. September 1938 im Stade Olympique der französischen Hauptstadt Paris ausgetragen.
Für Finnland gab es mit Gold und Bronze zwei Medaillen. Europameister wurde Taisto Mäki, der vor dem Schweden Henry Jonsson gewann. Kauko Pekuri belegte Rang drei.

## Rekorde

### Bestehende Rekorde
| Weltrekord           | 14:17,0 s | Lauri Lehtinen | Helsinki, Finnland | 19. Juni 1932     |
| Europarekord         | 14:17,0 s | Lauri Lehtinen | Helsinki, Finnland | 19. Juni 1932     |
| Meisterschaftsrekord | 14:36,8 s | Roger Rochard  | EM Turin, Italien  | 9. September 1934 |

### Rekordverbesserung
Der finnische Europameister Taisto Mäki verbesserte den bestehenden EM-Rekord im Rennen am 4. September um genau zehn Sekunden auf 14:26,8 Minuten.

## Finale
4. September 1938

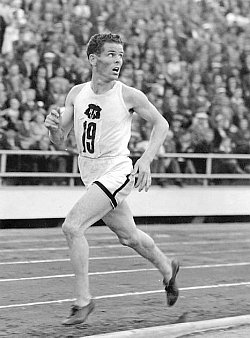
Europameister Taisto Mäki bei seinem 10.000-Meter-Weltrekord im Jahr 1939

In diesem Wettbewerb gab es keine Vorläufe. Die Teilnehmerzahl machte es möglich, dass alle dreizehn Läufer gemeinsam zum Finale antraten.
| Platz | Name                      | Nation         | Zeit (min) |
| ----- | ------------------------- | -------------- | ---------- |
| 1     | Taisto Mäki               | Finnland       | 14:26,8 CR |
| 2     | Henry Jonsson             | Schweden       | 14:27,4    |
| 3     | Kauko Pekuri              | Finnland       | 14:29,2    |
| 4     | Jack Emery                | Großbritannien | 14:46,2    |
| 5     | Józef Noji                | Polen          | 14:47,8    |
| 6     | George Morrison Carstairs | Großbritannien | 14:51,3    |
| 7     | András Csaplár            | Ungarn         | 14:52,4    |
| 8     | Roger Rochard             | Frankreich     | 14:55,6    |
| 9     | Odd Rasdal                | Norwegen       | 15:01,0    |
| 10    | Gottfried Utiger          | Schweiz        | 15:42,0    |
| 11    | Jean Deloge               | Luxemburg      | 15:48,0    |
| DNF   | Roger Normand             | Frankreich     |            |
| DNF   | István Simon              | Ungarn         |            |

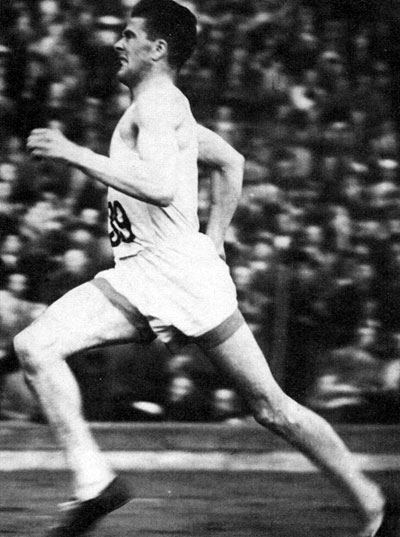
Vizeeuropameister Henry Jonsson, später bekannt unter dem Namen Henry Kälarne
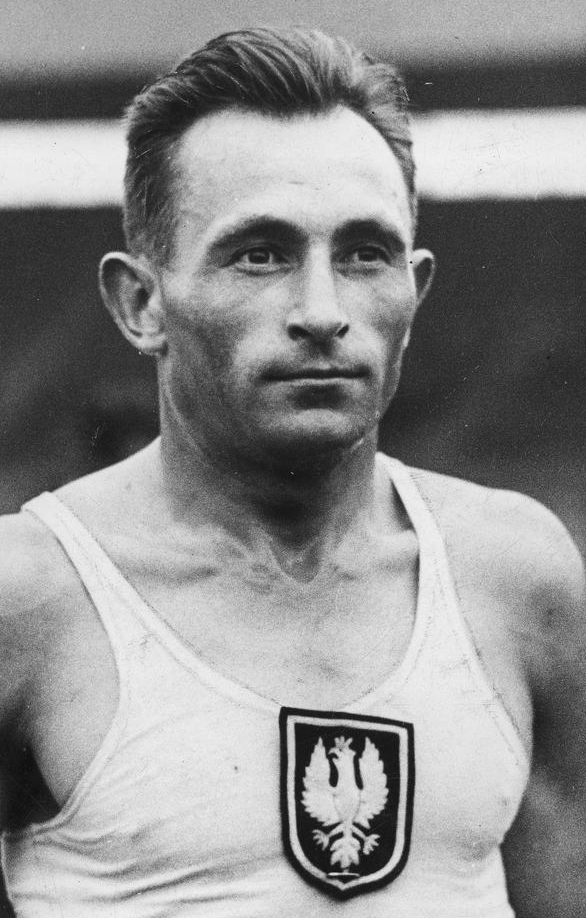
Józef Noji belegte Rang fünf
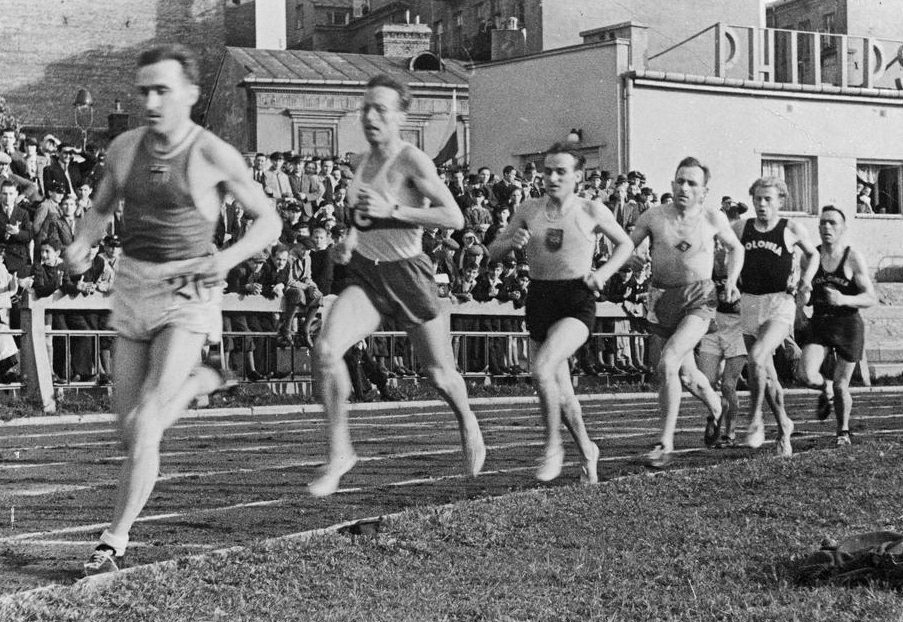
András Csaplár – hier bei einem Rennen in Warschau 1939 an vierter Stelle liegend – wurde Siebter

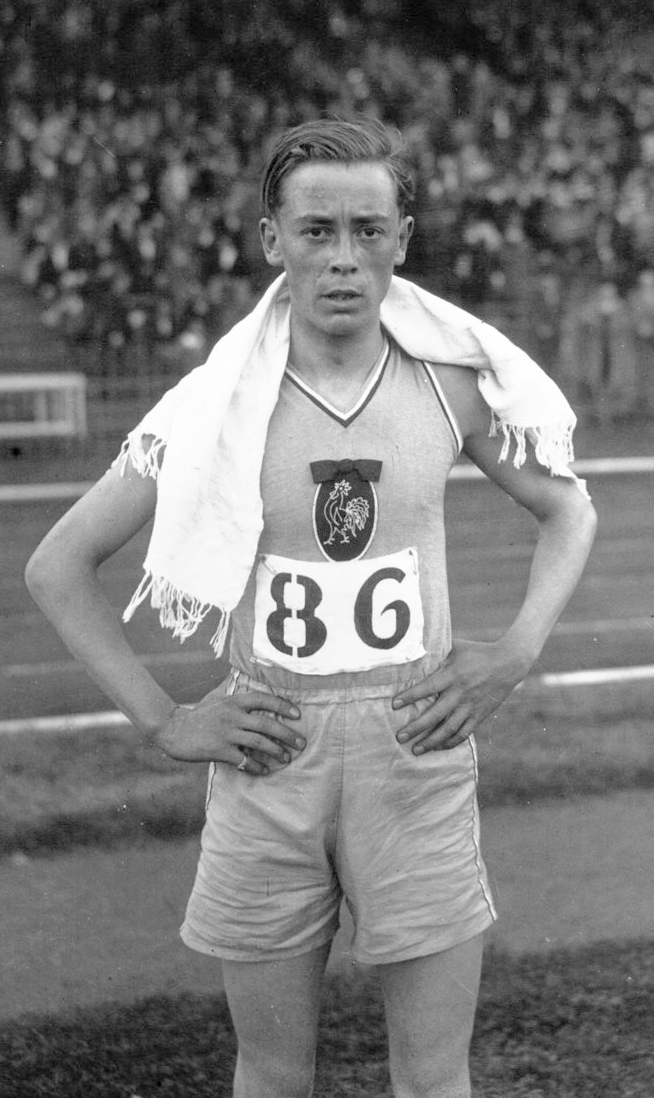
Titelverteidiger Roger Rochard kam diesmal auf Rang acht
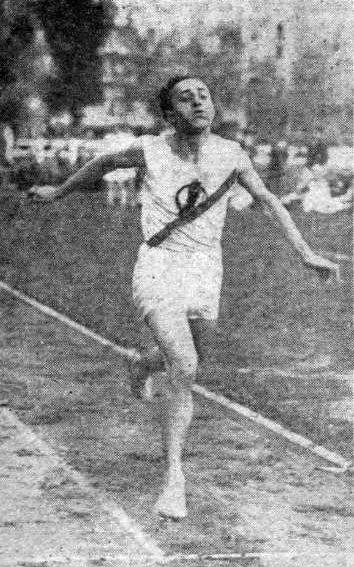
Roger Normand erreichte in diesem Rennen nicht das Ziel